# H-Hotels

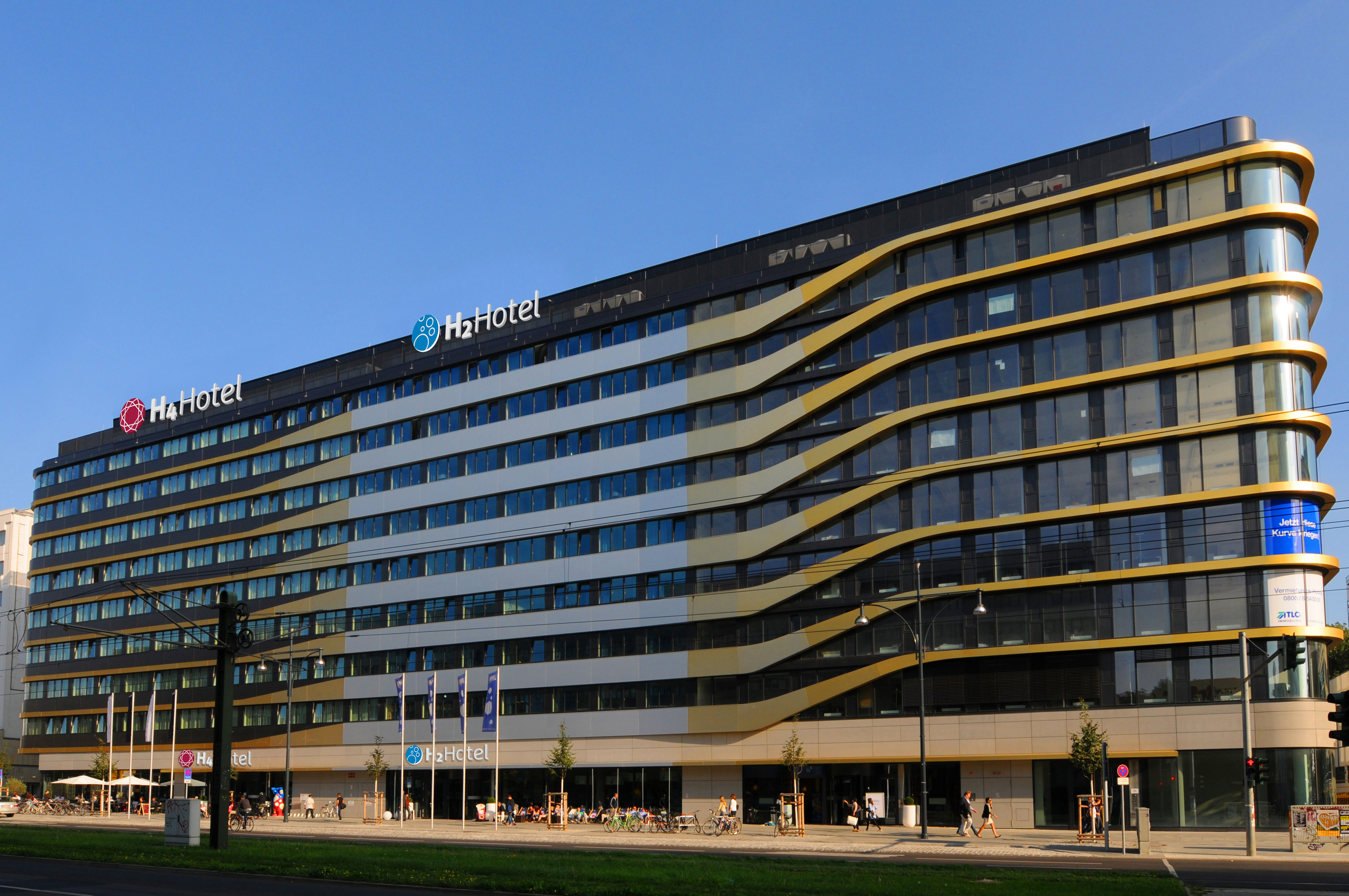
Ein Doublebrand der H-Hotels, Komplex aus H4 Hotel und H2 Hotel nahe dem Alexanderplatz in Berlin

Die H-Hotels GmbH mit Sitz im hessischen Bad Arolsen ist eine Hotelgesellschaft mit Standorten in Deutschland, Österreich, der Schweiz, Ungarn und in Frankreich. Sie zählt zu den größten privat geführten Hotelgesellschaften Deutschlands. Zu der familiengeführten Unternehmensgruppe mit 2.300 Mitarbeitern und 11.500 Zimmern gehören Hotels der eigenen Marken Hyperion, H4 Hotels, H2 Hotels, H+ Hotels, H.ostels und H.omes. Die Hotels der H-Hotels Gruppe werden zentral gesteuert. Die Gruppe ist (Stand: März 2024) in über 40 verschiedenen Destinationen in Deutschland, Österreich, der Schweiz und Ungarn mit rund 60 Hotels vertreten.[veraltet]

## Geschichte
1969 legte Helmut Fitz mit der Gründung der Treff Hotels und Feriendörfer den Grundstein des Unternehmens, das unter seiner Leitung auf 100 Häuser anwuchs. Im Jahr 2000 übergab Helmut Fitz die aktive Unternehmensführung an seinen Sohn Alexander Fitz, die Treff Hotel AG wurde in Hospitality Alliance AG Deutschland (HAAG) umbenannt. Um die Hotelgruppe auf eine festere Basis zu stellen und auch für den internationalen Markt zu öffnen, wurde im gleichen Jahr ein Kooperationsvertrag mit Ramada International (heute im Eigentum der Wyndham Hotel Group) geschlossen, in dessen Folge die Hotels der Gruppe unter dem Co-Brands als Ramada-Treff Hotels geführt wurden. In den folgenden Jahren trat die Hospitality Alliance AG in Deutschland als exklusiver Entwicklungspartner der Wyndham Hotel Group für die Marke RAMADA und deren Subbrands auf. Diese Exklusivität wurde Ende 2012 zugunsten größerer Flexibilität und der Entwicklung eigener Marken aufgelöst.

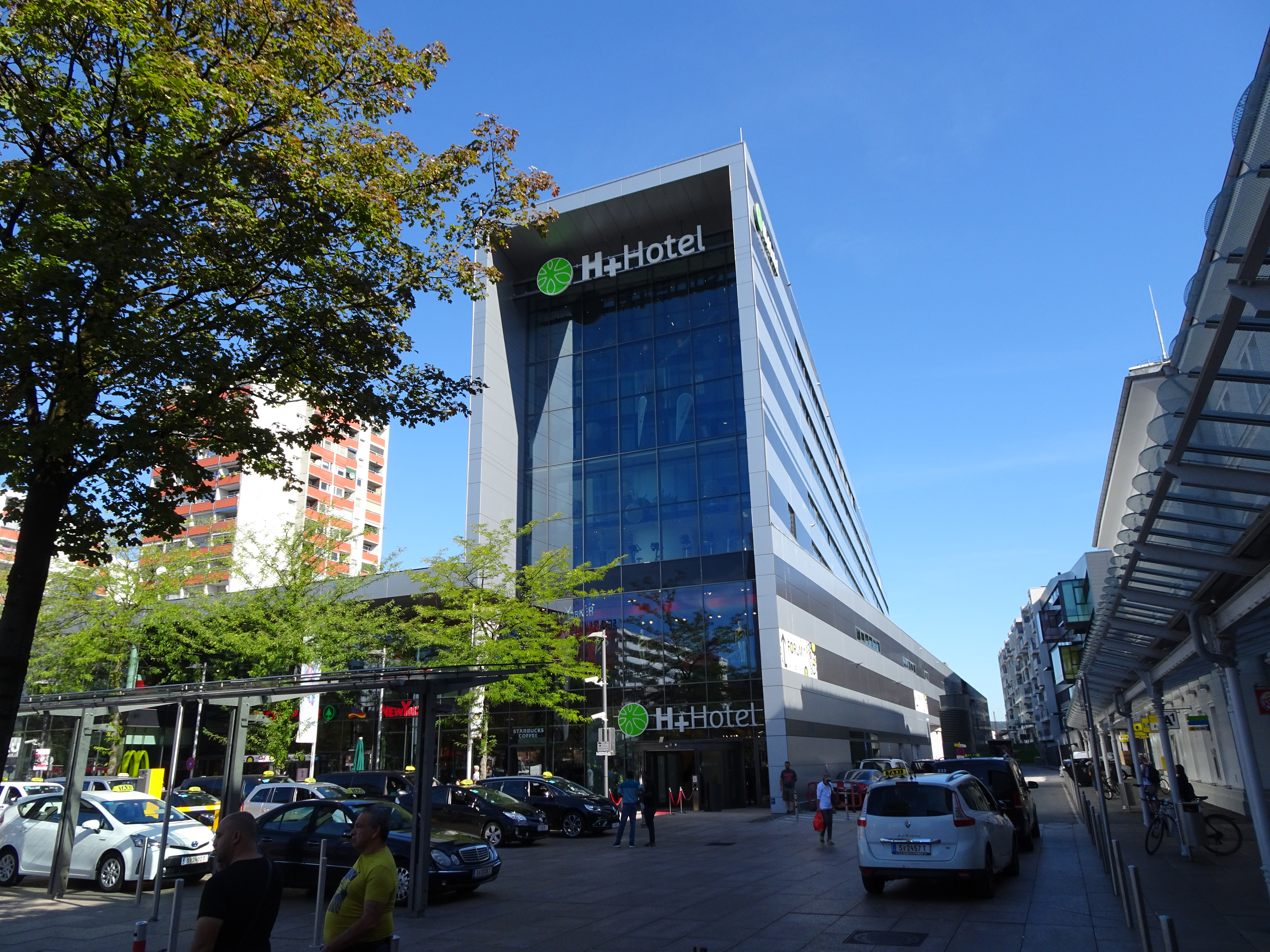
H+ Hotel in Salzburg

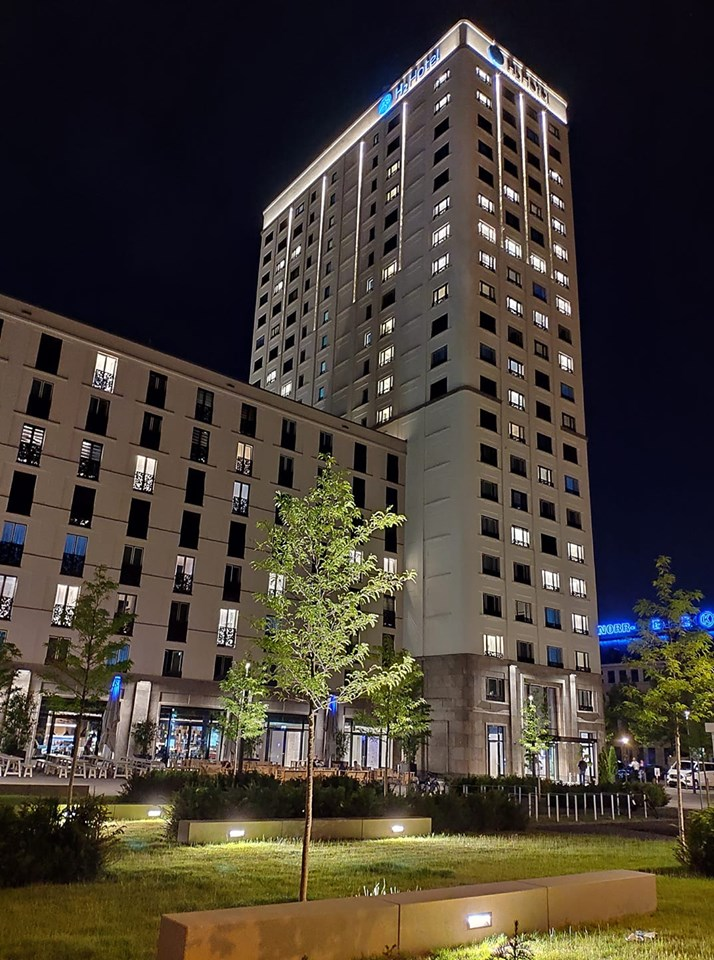
H2 Hotel München

Ende 2014 erfolgte die Umbenennung in die H-Hotels AG nachdem bereits Mitte des Jahres sämtliche Vertriebsaktivitäten unter der zentralen Domain www.h-hotels.com zusammengeführt worden waren. Zeitgleich wurden die Eigenmarken H4 und H+ Hotels eingeführt. Anfang 2017 wurde mit Hyperion und H.ostels zwei weitere Eigenmarken im Premium- bzw. Budgetsegment eingeführt. Im März des gleichen Jahres erfolgte das Umbranding aller zur H-Hotels Gruppe gehörenden Ramada Hotels auf die eigenen H-Marken.

## Unternehmen
Mit 420 Millionen Euro Umsatz und einer Auslastung von 71,7 % im Jahr 2017 belegt die H-Hotels AG im Ranking der Top 50 der deutschen Hotelbetreiber der Allgemeinen Hotel- und Gastronomie-Zeitung den fünften Platz.
Teil des HR-Konzeptes ist die 2011 gegründete unternehmenseigene Hospitality Alliance Academy, die die Aus- und Weiterbildung der Mitarbeiter bündelt. In der Young Star Academy werden die Auszubildenden in Trainings und Coachings gefördert und auf die Abschlussprüfung vorbereitet. Alljährlich wird der Young Star Award an die besten Auszubildenden vergeben. Die Preisträger werden in einem Wettbewerb unter den Auszubildenden des 2. Lehrjahres ermittelt, die sich über einen Test qualifiziert haben.
Seit 2011 ist die Hotelgruppe in der Fußballbundesliga als Sponsor unterwegs. Derzeit (Stand: Juni 2023) gibt es Sponsorenverträge der H-Hotels GmbH mit Borussia Dortmund, Borussia Mönchengladbach und Werder Bremen. 
In Österreich kam es 2023 zu einem Streit um Kündigungen; in weiterer Folge zu einem „neuen Anlauf für die Gründung eines Betriebsrats“.

## Hotels (Auswahl)
Zur Hotelgruppe gehören unter anderen folgende Hotels:
- H+ Hotel Limes-Thermen Aalen
- H+ Hotel & SPA Friedrichroda
- Hotel Brunnenhaus Schloss Landau
- H+ Hotel Lübeck

## Hackerangriff
Im Dezember 2022 kam es zu einem Hackerangriff auf die Hotelgruppe. Kriminelle durchbrachen Sicherheitsbarrieren und entwendeten personenbezogene Kundendaten. Später tauchten Daten im Darknet auf.

## Auszeichnungen
2014 erhielt die H-Hotels AG für ihr nachhaltiges HR-Management den Hospitality HR Award der Deutschen Hotelakademie (DHA) und des First Class Magazin. Im gleichen Jahr wurde Sarah Sigloch als HR-Managerin des Jahres ausgezeichnet.
Im August 2018 wurde die H-Hotels Gruppe mit ihrer Dachmarke H-Hotels.com nach einer bundesweit von ServiceValue in Kooperation mit der Welt am Sonntag und der Goethe-Universität Frankfurt durchgeführten Umfrage mit dem Gütesiegel „Familienfreundliches Unternehmen 2018“ in Gold bewertet. Innerhalb der Kategorie „Hotelketten“ konnte sich H-Hotels.com gegen neun Mitbewerber durchsetzen und erreichte den ersten Platz.